# Sulphur (Luizjana)
Sulphur – miasto w Stanach Zjednoczonych, w stanie Luizjana, w parafii Calcasieu.

## Współpraca
Miejscowość partnerska:
- Arlon, Belgia